# Моисеево (Могилёвская область)
Моисеево (бел. Маісеева) — деревня в составе Ленинского сельсовета Горецкого района Могилёвской области Республики Беларусь.

## Население
- 1999 год — 240 человек
- 2010 год — 160 человек